# Ernst Geerling
Ernst Geerling (* 25. Juli 1909 in Frankfurt am Main; † 18. August 1971 ebenda) war ein deutscher Leichtathlet, der in den Jahren um 1930 als Sprinter aktiv war. Er errang insgesamt sechs Deutsche Meistertitel: 1929 über die 100 Meter, 1928, 1931, 1932, 1936 und 1937 mit der 4-mal-100-Meter-Staffel. Hinzu kommen zwei Vizemeisterschaften und drei 3. Plätze bei Deutschen Meisterschaften.
Darüber hinaus sind folgende Leistungen von ihm belegt:
- Amateur-Athletic-Association-Meister 1929 über 4 × 100 m (Team: Geerling, Wichmann, Eldracher, Salz)
- Schweizer Meister 1931 über 100 und 200 m
- Einstellung des Weltrekords über 100 m in 10,4 s am 1. Juli 1928 in Frankenthal
- Teilnahme an den IX. Olympischen Spielen 1932 in Los Angeles (Über 100 m (Fünfter in 11,1 s) und 200 m jeweils im Zwischenlauf ausgeschieden)

Ernst Geerling startete für Eintracht Frankfurt.